# Hercostomus dorsalis
Hercostomus dorsalis är en tvåvingeart som först beskrevs av Van Duzee 1914.  Hercostomus dorsalis ingår i släktet Hercostomus och familjen styltflugor. Inga underarter finns listade i Catalogue of Life.